# 신생아사망률
신생아사망률(neonatal mortality)이란 생후 28일 미만의 영아의 사망률을 말하고 통상 출생 1, 000에 대한 신생아 사망수의 비율로 표시한다. 특히 생후 1주미만의 사망률을 조기 신생아 사망률이라고 한다. 임신 기간 중 산모의 영양이 결핍되면 대사성임신중독증, 태반조기발견, 각종 감염, 빈혈, 임신소모, 조기분만, 자연분만 또는 난산의 가능성이 많아지며, 신생아에게는 사산, 지체중아, 조산아, 각종 감염증, 저혈종증, 출산시장애 등의 막대한 건강손실을 갖고 올 수 있다. 한국에서 1970년을 시점으로 할 때 신생아 사망률은 의술의 발달, 모자보건, 적은 자녀수, 환경의 개선, 건강보험, 경제적 안정 등의 이유로 많이 감소되고 있는 것으로 나타나 있다.

## 한국의 신생아 사망률 통계
| 연도          | 2019 | 2018 | 2017 | 2016 | 2015 | 2014 | 2013 | 2012 | 2011 | 2010 | 2009 | 2008 | 2007 | 2006 | 2005 | 2004 | 2003 | 2002 | 2001 | 2000 |
| ------------- | ---- | ---- | ---- | ---- | ---- | ---- | ---- | ---- | ---- | ---- | ---- | ---- | ---- | ---- | ---- | ---- | ---- | ---- | ---- | ---- |
| 신생아 사망률 | 1.50 | 1.60 | 1.60 | 1.60 | 1.60 | 1.70 | 1.70 | 1.70 | 1.70 | 1.80 | 1.80 | 1.90 | 2.00 | 2.20 | 2.40 | 2.60 | 2.80 | 3.00 | 3.20 | 3.40 |